# 데드볼 시대

데드볼 시대의 장타율

미국 야구에서 데드볼 시대(dead-ball era)는 1900년 전후 ~ 1919년 동안의 기간이다. 이 기간 동안은 다양한 문제로 투고타저가 극심해져 그만큼 마운드와 타석의 밸런스 자체가 완전히 깨져버렸다. 이때 당시엔 공인구라는 개념이 전혀 정립되지 않았다. 1800년대 중후반 들어 크기와 모양, 무게등은 규정하였지만 반발 계수는 규정하지 않았기 때문이다. 때문에 구단과 투수들은 반발 계수를 자유자재로 조절하여, 구단이 투수전을 펼치고 싶으면 반발력이 적은 공을, 타격전을 펼치고 싶으면 반발력이 강한 공을 사용하였다. 이때 반발력이 적은 공을 부르는 명칭이 바로 "데드볼"이다.
일단 당시 홈런왕들의 홈런 개수만 봐도 알 정도로 타자들은 장타를 포기하고 배트를 짧게 쥐어 단타를 만들려 하였다. 그러나 공의 반발력이 워낙 적어 타구는 멀리 뻗지 못하였고 타자들의 타율은 크게 하락하였다. 또한 이전까지 파울볼은 스트라이크로 처리하지 않았었는데 1903년 현대까지 유지되고 있는 파울을 2 스트라이크 이전에 한해서 스트라이크로 규정하는 규칙을 도입하면서 메이저 타자들의 타율은 크게 하락하였다. 뿐만 아니라 한 경기에서 공을 교체하지 못하게 하였고 칼로 고의로 공을 손상시키는 경우 10달러의 벌금을 부과한다는 규칙을 구단들이 협의하여 내놓았다. 이유는 당시 워낙 비쌌던 야구공 가격을 아끼기 위해서였다.
이 때문에 경기에서 계속 굴려지던 공은 너무 더러워져 타자나 야수들이 알아보기 힘들 정도가 되었고, 스핏볼의 효과 또한 존재하였다.위에서 말한 스핏볼이 허용되어 공을 고의로 더럽히거나 하는 행위가 많이 발생하였고, 타자가 타석에서 준비를 하기전에 공을 던지는 행위가 허용되어 타자들의 타율은 자연스레 바닥을 기었다. 전설적인 타격 8관왕을 차지하며 "데드볼 시대의 황제"라고 불리던 '타이콥'이 단 9개의 홈런만으로 홈런 1위를 차지한걸 보면 당시 투고타저가 얼마나 극심했는지 알 수 있다.

## 같이 보기
- 라이브볼 시대